# Rhithrogena bulgarica
Rhithrogena bulgarica is een haft uit de familie Heptageniidae. De wetenschappelijke naam van de soort is voor het eerst geldig gepubliceerd in 1985 door Braasch, Soldán & Sowa.
De soort komt voor in het Palearctisch gebied.